# Коаты
Коаты (лат. Ateles) — род приматов из семейства паукообразных обезьян (Atelidae). Как и другие представители семейства, обитают в тропических лесах Центральной и Южной Америки: от юга Мексики до Бразилии. К роду относят семь видов, два из которых (Ateles fusciceps и Ateles hybridus) находятся под угрозой исчезновения.

## Внешний вид и образ жизни
Коаты обитают в верхних ярусах влажных тропических лесов (25—30 метров над землёй). Питаются в основном фруктами, но также иногда лакомятся листьями, цветками и насекомыми. Их хвост настолько цепок, что обезьяны с его помощью могут не только висеть на ветвях, но и подбирать всякие предметы.

## Виды
Названия приведены в соответствии с АИ
- Светлолобая коата (Ateles belzebuth)
- Перуанская коата (Ateles chamek)
- Чернолобая коата (Ateles fusciceps), или буроголовая коата[3]
- Коата Жоффруа (Ateles geoffroyi)
- Колумбийская коата (Ateles hybridus)
- Белощёкая коата (Ateles marginatus)
- Краснолицая коата (Ateles paniscus), или чёрная коата[3]